# Neuroleon tibestinus
Neuroleon tibestinus är en insektsart som först beskrevs av Navás 1934.  Neuroleon tibestinus ingår i släktet Neuroleon och familjen myrlejonsländor. Inga underarter finns listade i Catalogue of Life.